# R de la Popa
R de la Popa (R Puppis) és un estel variable en la constel·lació de Puppis, la popa de l'Argo Navis. De magnitud aparent mitjana +6,61, és un estel llunyà que es troba a una incerta distància de 4800 parsecs (15.600 anys llum). Igual que V384 Puppis —visualment a 2,5 minuts d'arc—, forma part del cúmul obert NGC 2439 i és el seu estel més brillant.

## Característiques
R de la Popa és una hipergegant groga de tipus espectral F9Ia o G2Ia amb una temperatura efectiva de 5890 K. Wezen (δ Canis Majoris) i Sadr (γ Cygni) són dos brillants exemples de supergegants d'aquesta classe. De gran grandària, el radi de R Puppis és 400 vegades més gran que el del Sol i la seva lluminositat és 54.000 vegades superior a la lluminositat solar. Perd massa en forma de pols a raó de 2 × 10-10 masses solars per any.
La variabilitat de R de la Popa va ser descoberta per Benjamin Apthorp Gould en 1879. Està catalogada com una variable semiregular SRD —igual que SX Herculis— amb una variació de lluentor entre magnitud +6,50 i +6,71, no existint cap període conegut.